# Пам'ятка національної спадщини

Емблема Міжнародного комітету Блакитного Щита, що використовує захисний логотип Гаазької конвенції 1954 року

Емблема Пакту Реріха 1935 року

Пам'ятка національної спадщини – об'єкт спадщини, зареєстрований державним органом як такий, що має національне значення для культурної спадщини або історії країни. Такі об'єкти заносяться до відкритого для громадськості реєстру спадщини. Зазвичай такий реєстр спадщини розділений за типом об'єкта (пам'ятка природи, археологічна пам'ятка, інженерна пам'ятка тощо). 
У багатьох випадках країна може вести більше одного реєстру. Існують також реєстри для об'єктів, які охоплюють більше ніж одну країну, як-от реєстр світової спадщини ЮНЕСКО. В Україні об'єкт спадщини, занесений до реєстру ЮНЕСКО є об'єктом всесвітньої спадщини.

## Історія складання реєстрів об'єктів національної спадщини
Інтерес до історичного надбання (насамперед античного) виник в епоху Відродження. У період Великої французької революції 1791 року у Франції пам'ятки історії та культури було оголошено всенародним надбанням, а 1795 року виникла державна служба охорони пам'яток історії та культури. У 1830 році у Франції було створено Генеральну інспекцію з охорони пам'яток.
У XIX столітті, зі зростанням національної самосвідомості народів, заходи з охорони пам'яток історії та культури було вжито в багатьох європейських країнах. У 1834 році в Греції було видано закон про заборону вивезення пам'яток мистецтва. У Великій Британії 1877 року було утворено Товариство охорони старовинних будівель, яке стало першою в країні організацією з охорони та відновлення архітектурної спадщини, а перший спеціальний закон про пам'ятки старовини ухвалили 1882 року.
З початком XIX століття наукова та культурна громадськість почала порушувати питання про охорону пам'яток старовини й мистецтва. До 1917 року, за умов відсутності відповідного законодавства та системи державних органів охорони пам'яток, вивчення і збереження старожитностей базувалися на громадській ініціативі й меценатстві. На українських землях, які входили до складу Російської імперії, істотний внесок у вирішення питань збереження культурної спадщини зробили наукові товариства, губернські вчені архівні комісії та статистичні комітети, зокрема, Київська археографічна комісія, Київське товариство старожитностей і мистецтв, Київське товариство охорони пам'ятників старовини та мистецтва, Київське церковно-археологічне товариство, Товариство дослідників Волині, Харківське історико-філологічне товариство, Подільський єпархіальний історико-статистичний комітет тощо.
Однак наслідком перебування українських земель у складі інших держав стало вивезення до столиць метрополій найцінніших пам'яток, особливо до Санкт-Петербурга і Москви у зв'язку з діяльністю на теренах України Імператорської археологічної комісії та Московського археологічного товариства.
У 1917 році за Української Центральної Ради та Української Народної Республіки розпочали діяльність Центральний комітет охорони пам'яток старовини і мистецтва в Україні та відділ музеїв і охорони пам'яток старовини й мистецтва генерального секретарства (згодом – народного міністерства) освітянських справ, Київський археологічний інститут. У 1918 році за Української Держави справа контролю за вивченням та збереженням старожитностей покладалася на відділ охорони пам'яток старовини і мистецтва у складі головного управління мистецтв і національної культури. У 1919–1920 роках нагляд за пам'ятками здійснювало народне міністерство народної освіти УНР, а в прифронтових районах – культурно-освітній відділ при головній управі Генерального штабу військ УНР. На територіях, контрольованих радянською владою, діяв Всеукраїнський комітет охорони пам'яток мистецтва і старовини при народному комісаріаті освіти УСРР.

## Характеристика

### У світі
Кожна країна має свій власний список національних пам'яток і свої правила їх найменування. Пам'ятки можуть додаватися до списку, а можуть вилучатися і навіть знищуватися з економічних чи інших причин. Концепція захисту культурної спадщини та гордості за неї сягає корінням ще до Семи чудес світу, але зазвичай лише після руйнувань, особливо масових під час війни, складаються або переглядаються нові списки.
В багатьох країнах внесення пам'ятки до реєстру світової спадщини ЮНЕСКО автоматично робить їх такими, що мають важливе значення для всього світу або є світовою спадщиною. Ці реєстри також визнають необхідність окремого переліку об'єктів, які вважаються частиною їхньої власної унікальної культурної спадщини. Поняття об'єкта національної спадщини можна розділити на багато типів, кожен з яких має свій власний унікальний реєстр.
Двома основними типами культурної спадщини є «нерухомі» та «рухомі» об'єкти. Нерухомий об'єкт культурної спадщини – об'єкт культурної спадщини, який не може бути перенесений на інше місце без втрати його цінності з археологічного, естетичного, етнологічного, історичного, архітектурного, мистецького, наукового чи художнього погляду та збереження своєї автентичності. Нерухомі об'єкти – це, як правило, будівлі і пам'ятники, місця, такі як поселення і сади, або території, такі як ландшафти, заповідники і міські райони. Невеликі рухомі об'єкти можуть включати старі книги або твори мистецтва, великі рухомі об'єкти можуть включати автомобілі, літаки, потяги і кораблі. Схожим за поняттям є науковий об'єкт, що становить національне надбання.
Якщо об'єкт національної спадщини знаходиться в населеному пункті, моніторинг і охорона пам'ятки можуть бути під покладені на пожежні служби або місцеві відділення поліції, тоді як більш віддалені об'єкти можуть перебувати під охороною центрального органу охорони природи. В Україні усі пам'ятки на її території, незалежно від їхніх характеристик, підлягають державній охороні. За пошкодження, знищення пам'яток передбачено адміністративну або кримінальну відповідальність.

### В Україні
Відповідно до законодавства України пам'яткою є об'єкт культурної спадщини, занесений до Державного реєстру нерухомих пам'яток України. Для уникнення непорозумінь у Законі України «Про охорону культурної спадщини» зазначено, що йдеться про нерухомі пам'ятки культурної спадщини. Їх класифікують за типами, видами і категоріями обліку.
За типами пам'ятки поділяються на: 
- споруди (витвори) – твори архітектури та інженерного мистецтва; твори монументальної скульптури та монументального живопису; археологічні об’єкти; печери з наявними свідченнями життєдіяльності людини; будівлі або приміщення в них, що зберегли автентичні свідчення про визначні історичні події, життя та діяльність відомих осіб;
- комплекси (ансамблі) – топографічно визначені сукупності окремих або поєднаних між собою об’єктів культурної спадщини;
- визначні місця – зони або ландшафти, природно-антропогенні витвори, що донесли до нашого часу цінність з археологічного, естетичного, етнологічного, історичного, архітектурного, мистецького, наукового чи художнього поглядів.

В Україні розрізняють такі види нерухомих пам'яток, що можуть мати статус національної спадщини:
- пам'ятка архітектури – окремі будівлі, архітектурні споруди, що повністю або частково збереглися в автентичному стані і характеризуються відзнаками певної культури, епохи, певних стилів, традицій, будівельних технологій або є творами відомих авторів;
- пам'ятка археології – рештки життєдіяльності людини (нерухомі об'єкти культурної спадщини: городища, кургани, залишки стародавніх поселень, стоянок, укріплень, військових таборів, виробництв, іригаційних споруд, шляхів, могильники, культові місця та споруди, їх залишки чи руїни, мегаліти, печери, наскельні зображення, ділянки історичного культурного шару, поля давніх битв, а також пов'язані з ними рухомі предмети), що містяться під земною поверхнею та під водою і є невідтворним джерелом інформації про зародження і розвиток цивілізації;
- пам'ятка історії – будинки, споруди, їх комплекси (ансамблі), окремі поховання та некрополі, місця масових поховань померлих та померлих або загиблих військовослужбовців (у тому числі іноземців), які загинули у війнах, внаслідок депортації та політичних репресій на території України, місця бойових дій, місця загибелі бойових кораблів, морських та річкових суден, у тому числі із залишками бойової техніки, озброєння, амуніції тощо, визначні місця, пов'язані з важливими історичними подіями, з життям та діяльністю відомих осіб, культурою та побутом народів;
- пам'ятка монументального мистецтва – твори образотворчого мистецтва: як самостійні (окремі), так і ті, що пов'язані з архітектурними, археологічними чи іншими пам'ятками або з утворюваними ними комплексами (ансамблями);
- пам'ятка містобудування – історично сформовані центри населених місць, вулиці, квартали, площі, комплекси (ансамблі) із збереженою планувальною і просторовою структурою та історичною забудовою, у тому числі поєднаною з ландшафтом, залишки давнього розпланування та забудови, що є носіями певних містобудівних ідей;
- пам'ятка садово-паркового мистецтва – поєднання паркового будівництва з природними або створеними людиною ландшафтами;
- пам'ятка науки і техніки – унікальні промислові, виробничі, науково-виробничі, інженерні, інженерно-транспортні, видобувні об'єкти, що визначають рівень розвитку науки і техніки певної епохи, певних наукових напрямів або промислових галузей;
- ландшафтна пам'ятка – природні території, які мають історичну цінність;
- комплексна пам'ятка – пам'ятка, у якій поєднано характерні риси різних видів.

## Світова спадщина ЮНЕСКО
ЮНЕСКО веде список об'єктів спадщини кожної країни, які вважаються важливими на міжнародному рівні. Ці об'єкти майже завжди також внесені до національного реєстру спадщини країни, в якій вони знаходяться.
Статус об'єкта світової спадщини ЮНЕСКО дає такі переваги:
- додаткові гарантії збереження і цілісності унікальних природних і культурних комплексів;
- підвищує престиж територій і установ, які ними опікуються;
- сприяє популяризації включених у Список об'єктів і розвитку альтернативних видів природокористування (у першу чергу, екологічного туризму);
- забезпечує пріоритетність у залученні фінансових коштів для підтримки об'єктів Світової культурної й природної спадщини, у першу чергу, з Фонду Світової спадщини;
- сприяє організації моніторингу і контролю за станом збереження природних і культурних об'єктів.

У списку об'єктів світової спадщини ЮНЕСКО в Україні станом на 2023 рік налічується вісім найменувань: сім культурних об'єктів і один природний. Із них об'єкти – Собор Святої Софії у Києві та Києво-Печерська лавра визнані шедевром творчого людського генія.